# Tam Bir Centilmen
Tam Bir Centilmen és una pel·lícula de 2024 dirigida per Onur Bilgetay. S'ha subtitulat al català.

## Trama
En Saygin és un jove que ha aconseguit viure una vida glamurosa com a gigoló, però malgrat tot és un noi infeliç. Vol trobar la veritable felicitat i s'enamorarà d'una noia més jove que ell.

## Distribució
La pel·lícula es va estrenar a la plataforma Netflix el 26 de setembre de 2024.